# Torneig d'escacs de Londres de 1862
El Torneig d'escacs de Londres de 1862 fou un torneig d'escacs internacional que se celebrà a Londres, durant la segona Exposició Universal britànica, el 1862.
Al torneig principal hi participaren catorze jugadors, que jugaren entre el 16 de juny i el 28 de juny de 1862 al St. George's Club, St. James's Club i Divan Club. Tant el sistema de tots contra tots com el control de temps foren novetats per un torneig gran. Calia fer vint-i-quatre moviments en dues hores (el temps es mesurava amb rellotges de sorra). Les taules no comptaven i implicaven que tornés a jugar-se la partida.
Els premis els guanyaren Adolf Anderssen (£100), Louis Paulsen (£50), John Owen (£30), George Alcock MacDonnell (£15), Serafino Dubois (£10) i Wilhelm Steinitz (£5) qui fou guardonat amb el premi de bellesa per la seva victòria sobre Augustus Mongredien.
Els resultats i el quadre de classificació final foren:
| #  | Jugador                                           | 1  | 2  | 3   | 4 | 5  | 6   | 7  | 8  | 9  | 10 | 11 | 12 | 13  | 14  | Total |
| -- | ------------------------------------------------- | -- | -- | --- | - | -- | --- | -- | -- | -- | -- | -- | -- | --- | --- | ----- |
| 1  | Adolf Anderssen (Alemanya) / Prússia              | x  | 1  | 0   | 1 | 1  | 1   | 1  | 1  | 1  | -  | 1  | 1  | r1  | 1   | 11    |
| 2  | Louis Paulsen (Alemanya) / Lippe                  | 0  | x  | 1   | 1 | 0  | 1   | r1 | 1  | r1 | -  | 1  | -  | 1   | 1   | 9     |
| 3  | John Owen (Regne Unit) / Anglaterra               | 1  | 0  | x   | 0 | r  | r1  | 1  | 1  | 0  | -  | 1  | -  | rr1 | rr1 | 7     |
| 4  | George Alcock MacDonnell (Regne Unit) / Irlanda   | 0  | 0  | 1   | x | 0  | 1   | -  | 0  | 1  | -  | 1  | 1  | 1   | 1   | 7     |
| 5  | Serafino Dubois (Itàlia)                          | 0  | 1  | r   | 1 | x  | 0   | 1  | 1  | r  | -  | -  | -  | r1  | 1   | 6     |
| 6  | Wilhelm Steinitz Imperi Austríac / Bohèmia        | 0  | 0  | r0  | 0 | 1  | x   | 1  | 1  | 0  | -  | 1  | -  | 1   | rr1 | 6     |
| 7  | Thomas Wilson Barnes (Regne Unit) / Anglaterra    | 0  | r0 | 0   | - | 0  | 0   | x  | r1 | 1  | 0  | 1  | r1 | 1   | 1   | 6     |
| 8  | James Hannah (Regne Unit) / Anglaterra            | 0  | 0  | 0   | 1 | 0  | 0   | r0 | x  | 1  | -  | -  | -  | 1   | 1   | 4     |
| 9  | Joseph Henry Blackburne (Regne Unit) / Anglaterra | 0  | r0 | 1   | 0 | r  | 1   | 0  | 0  | x  | -  | 0  | 0  | rr  | 1   | 3     |
| 10 | Johann Jacob Loewenthal Imperi Austríac / Hongria | -  | -  | -   | - | -  | -   | 1  | -  | -  | x  | -  | -  | 1   | 1   | 3     |
| 11 | James Robey (Regne Unit) / Anglaterra             | 0  | 0  | 0   | 0 | -  | 0   | 0  | -  | 1  | -  | x  | 1  | 0   | 0   | 2     |
| 12 | Frederic Deacon (Bèlgica)                         | 0  | -  | -   | 0 | -  | -   | r0 | -  | 1  | -  | 0  | x  | 0   | 1   | 2     |
| 13 | Augustus Mongredien (Regne Unit) / Anglaterra     | r0 | 0  | rr0 | 0 | r0 | 0   | 0  | 0  | rr | 0  | 1  | 1  | x   | 0   | 2     |
| 14 | Valentine Green (Regne Unit) / Anglaterra         | 0  | 0  | rr0 | 0 | 0  | rr0 | -  | 0  | 0  | 0  | 1  | 0  | 1   | x   | 2     |